# Clan Moncreiffe

Moncreiffe is een clan uit de omgeving van Perth in Schotland.

## Het wapen

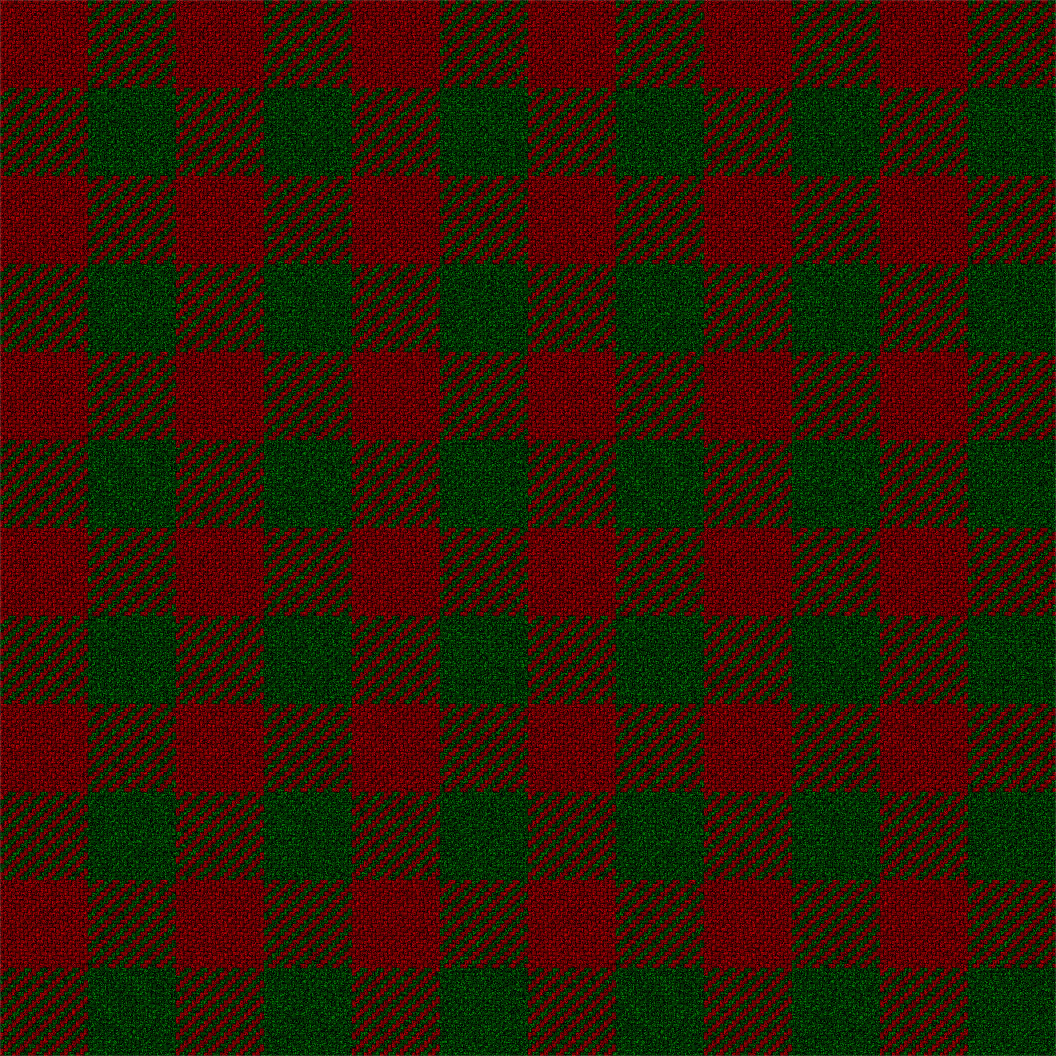
Tartan sinds 1974

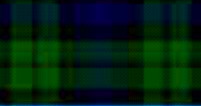
Black Watch

Moncreiffe is een van de oudste clans van Schotland. De oudste geschriften over deze clan dateren uit 1248.
Op het zilveren wapenschild staat een rode staande leeuw. Bovenin staan twee rijen bomen en daaronder een rij takken. Deze verwijzen naar de oude bomen of takken die op de heuvels waren van het land waar de clan ontstond. Moncrieff Hill ligt op een schiereiland ten ZW van Perth tussen de rivieren Tay en Earn. 
Naam
Moncrieffe komt van Moncrieffe Hill. 'of that Ilk' betekent 'van dat huis'. In dit geval heet de familie Moncrieffe en ook het huis, dus het betekent Moncrieffe van Moncrieffe House. Ook komen Moncrieffe of Atoll en Moncrieffe of Kinmoth voor.
Tartan
De familie heeft het recht verschillende tartans te dragen door de verschillende familiebanden. Sommigen dienden in de Black Watch van de Highland Brigade. In 1974 werd toestemming gekregen van de Clan Maclachlan om gebruik te maken van hun tartan, aangezien die sterk leek op de kleuren van kleding op een oud familieschilderij. Deze tartan is geblokt en heeft alleen de kleuren rood en groen.

## Geschiedenis
Matthew Moncreiffe was kamerheer van koning Alexander II van Schotland. Als dan voor bewezen diensten gaf de koning hem in 1248 een stuk land tussen de Tay en de Earn.
Het staat vast dat ClanMoncreiff al voor 1266 bevriend was met Clan Atoll. De laatste vijf lairds waren officieren van de Atoll Highlanders.  
16de eeuw
De 16de eeuw stond in het teken van oorlog. Oorlogen tussen clans en oorlogen tegen Engeland.

Tijdens de Slag bij Flodden Field (1513) was de toenmalige Laird of Moncreiff kamerheer van de jonge koning Jacobus III van Schotland en vocht hij met zijn clan tegen de Engelsen. 

In 1544 werd Patrick Ruthven benoemd tot provoost van Perth. De benoeming werd echter tegengehouden door kardinaal Beaton (†1546), die Ruthven verdacht van protestantse sympathieën, waarna  John Charteris of Kinfauns benoemd werd. Dit leidde tot onvrede bij de stad Perth, bij de Clan Ruthven en hun buren, de Clan Moncreiffe. De poorten van de stad werden gesloten. Clan Charteris viel de stad aan waarop een bloedig gevecht uitbarstte. De twee clans, Moncreiffe en Ruthven, verdreven de aanvallers waarna Patrick Ruthven toch provoost werd. 

In 1552 werd John Charteris in Edinburgh vermoord. 

In 1568 sloot William, de 11e chief, een overeenkomst met de Clan Murray; deze was al sterk door zijn eigen en twee eerdere  huwelijken in die familie.

In 1574 ondersteunde de clan koning Johan III van Zweden die oorlog voerde met de Russische tsaar.

In mei 1584 werd provoost William Ruthven, 1st Earl of Gowrie (sinds 1581), geëxecuteerd nadat hij in opstand was gekomen tegen koning James I.
17de eeuw
De 17de eeuw stond in het teken van opbouw.  
Thomas Moncreiffe of that Ilk, 14e chief, kocht land dat zijn eigendom werd (niet van de clan) en maakte er een landgoed van. In 1697 werd Moncrieffe House gebouwd. Architect was William Bruce. In de loop der jaren werd het Moncrieffe House uitgebreid, maar in 1957 brandde het af. De huidige chief, Peregrine Moncreiffe, woont op de Canarische Eilanden.
19de eeuw
De 17de eeuw stond in het teken van pech.
Thomas, de 7e baronet, kreeg zestien kinderen. Na zeven dochters kreeg hij eindelijk een zoon, maar die overleed op 2-jarige leeftijd. Zijn 2de zoon Robert Drummond werd de 8e baronet. Hij was militair en overleed kinderloos. De titel ging toen naar zijn broer Thomas. Deze had twee zonen, maar overleed toen zijn jongste zoontje zes maanden was. De oudste erfde de titel. 
De huidige baronet en chief is Peregrine Moncreiffe of that Ilk. Hij trouwde in 1988 en kreeg zes kinderen.

## Stamboom
| Chief   | Naam                                                                      | Echtgenote                                                | Info |
| ------- | ------------------------------------------------------------------------- | --------------------------------------------------------- | --- |
| 1       | Matthew Moncreiffe of that Ilk                                            | Marjorie of Dundemor                                      | werd via Marjorie eigenaar van land bij Dunbarrow, bij Strathmiglo, Fife                                                            |
| 2       | John Moncreiffe of that Ilk                                               |                                                           | 2 zonen: William (3e chief) en Mathew, die in 1312 Easter Moncreiff van zijn vader kreeg                                            |
| 3       | William Moncreiffe of that Ilk                                            |                                                           | |
| 4       | Duncan Moncreiffe of that Ilk (†1357)                                     |                                                           | zoon John (5e chief) |
| 5       | John Moncreiffe of that Ilk (†1410)                                       |                                                           | |
| 6       | Malcolm Moncreiffe of that Ilk (†1464/5)                                  | Elna Murray                                               | |
| 7       | Moncreiffe of that Ilk                                                    |                                                           | |
| 8       | John Moncreiffe of that Ilk (†1496?)                                      | Margaret Levingston                                       | |
| 9       | John Moncreiffe of that Ilk (†1513)                                       | Beatrix Forman                                            | zonen William, John, Alexander, dochters Elizabeth, Agnes.                                                                          |
| 10      | William Moncreiffe of that Ilk (1526-1574)                                | Margaret Murray                                           | 7 kinderen; De 2e dochter Elizabeth trouwde met Alexander Ruthven of Freeland. Hun jongste zoon William werd de 11e chief.          |
| 11      | William Moncreiffe of that Ilk                                            | Anne Murray                                               | |
| 12      | John Moncreiffe of that Ilk                                               |                                                           | |
| 13      | John Moncreiffe of that Ilk                                               |                                                           | verkocht de titel (om schulden af te lossen) aan Thomas Moncrieffe (afstammeling van de 8e chief)                                   |
| Baronet | Naam                                                                      | Echtgenote                                                | Info |
| 1       | Thomas Moncreiffe of that Ilk 1st Baronet                                 |                                                           | 14e chief, was thesaurier van Charles II (-1685), Jacobus VII (1685-1688) en Willem II (1688-1702). Jacobus VII maakte hem baronet. |
| 2       | Thomas Moncreiffe of that Ilk 2e baronet Moncreiffe (1678-1738)           | Margaret Smythe                                           | 5 kinderen |
| 3       | Thomas Moncreiffe of that Ilk 3e baronet Moncreiffe (1704-1739)           | Katharine Murray                                          | |
| 4       | William Moncreiffe of that Ilk 4e baronet Moncreiffe (1732-1784)          | Clara Guthrie (†1875)                                     | 2 zonen |
| 5       | Thomas Moncreiffe of that Ilk 5e baronet Moncreiffe 1758-1818             | Elisabeth Ramsay                                          | zoon David, dochter Georgina |
| 6       | David Moncreiffe of that Ilk 6e baronet Moncreiffe, (1788-1830)           | Helen Mackay                                              | 2 dochter 2 zonen |
| 7       | Thomas Moncreiffe of that Ilk 7e baronet Moncreiffe (1822-1879)           | Lady Louisa Hay-Drummond,                                 | zijn dochter trouwde met John Stewart-Murray de 7de Duke of Atoll. Ze kregen 16 kinderen, w.o. de 8ste en 9de Duke of Atoll.        |
| 8       | Robert Drummond Moncreiffe of that Ilk 8e baronet Moncreiffe (1856-1931)  | Evelyn Elizabeth Vane Hay-Drummond (†1938)                | Harrow School, militair (commandant van de 6th Black Watch), overleed kinderloos                                                    |
| 9       | John Robert Guy Moncreiffe of that Ilk 9e baronet Moncreiffe (1884-1934)  | Mary Balli                                                | Marineman, werd commandant van een onderzeeboot tijdens de Eerste Wereldoorlog                                                      |
| 10      | David Gerald Moncreiffe of that Ilk 10e baronet Moncreiffe (1922-1957)    | Hilda de Miremont                                         | |
| 11      | Rupert Iain Kay Moncreiffe of that Ilk 11e baronet Moncreiffe (1919-1985) | 1: Diana Denyse Hay (†1978) 2: Hermione Patricia Faulkner | erfde de titel van zijn neef Stowe School trouwde 2x (1946, 1966), 3 kinderen uit eerste huwelijk                                   |
| 12      | Peregrine Moncreiffe of that Ilk 12e baronet Moncreiffe (1951)            | Miranda Mary Fox-Pitt                                     | geboren als Peregrine David Euan Malcolm Hay, chief sinds 1998                                                                      |

Tegen het einde van de 19d eeuw emigreerden William en Malcom Moncreiffe naar de Verenigde Staten, waar Ernest V  Moncrieffe (†2013) de Clan Moncreiff Society heeft opgericht.